# 诺岛绣眼鸟
诺岛绣眼鸟（Zosterops albogularis），又名諾福克繡眼，是諾福克島特有的一種繡眼鳥，是世界上最稀有的鳥類之一。自2000年起，澳洲政府就認為牠們已經在島上滅絕。

## 特徵
诺岛绣眼鸟長達14厘米，是最大的繡眼鳥之一。翼展闊7.5厘米及重約30克。牠們的頭部呈淡綠色，頸部呈橄欖綠色，喉嚨及腹部白色。牠們的眼圈是白色的。雄鳥及雌鳥相似。

## 行為
诺岛绣眼鸟主要吃果實、草莓、花蜜及昆蟲。牠們只棲息在諾福克島近Pitt山5平方公里大的森林內。牠們是獨居的。在10月至12月的繁殖季節，牠們會築一個杯形的巢，每次會生2隻白色的蛋。孵化期為11日，雛鳥出生後11日就會換羽。

## 威脅
诺岛绣眼鸟最大的威脅是失去棲息地及入侵物種。牠們的衰落正值入侵的灰胸繡眼鳥在諾福克島內自然化，白胸繡眼鳥被趕出灰胸繡眼鳥的繁殖區域。自1940年代起，大家鼠破壞了牠們的巢，令牠們於1962年就只餘下50隻。於1986年，設立了諾福克島國家公園來挽救牠們免於滅絕，並在公園內設置了防掠食者的圍網，但是1980年的正式勘察卻未能發現牠們。而在最近2009年的勘察中，仍未发现该物种的任何个体。

## 外部連結
- Recovery Outline White-chested White-eye (engl.) （页面存档备份，存于）
- Markus Kappeler - Norfolk-Brillenvogel （页面存档备份，存于） (German)
- Birdlife factsheet (engl.) （页面存档备份，存于）
- Print by John Gould from the Collection Birds of Australia 1840 - 1848